# Pasaporte mongol
El pasaporte mongol es un documento de viaje que permite y facilita el viaje y otras actividades en Mongolia por ciudadanos mongoles.
En tiempos medievales, el Imperio mongol emitía paizas a los oficiales y emisarios. Esto les permitía reclamar instalaciones para viajar por el imperio usando el sistema yam de estaciones de retransmisión que proporcionaron alimentos y montajes.
Durante la época de la República Popular de Mongolia, todos los ciudadanos debían registrarse y solicitar un pasaporte civil como forma principal de identificación. Este documento fue reemplazado por la actual Tarjeta de Identidad Ciudadana a principios de la década de 2000. Los nuevos pasaportes mongoles son emitidos por el ministro de Asuntos Extranjeros (MFA) en Ulán Bator o en cualquier embajada en el mundo.

## Tipos de pasaportes
- Pasaporte ordinario (rojo), Энгийн паспорт
- Pasaporte oficial (verde), Албан паспорт
- Pasaporte diplomático (azul), Дипломат паспорт

## Descripción
Los pasaportes mongoles desde 2023 son de color rojo brillante, con el emblema mongol en la parte superior de la portada, debajo de las palabras "ᠮᠣᠩᠭᠣᠯ ᠤᠯᠤᠰ" "MONGOLIA" en escritura mongol doblada e inglés, respectivamente. La palabra "PASSPORT" está inscrita debajo del emblema. Las páginas interiores están decoradas con el símbolo Soyombo. El pasaporte normal contiene 32 páginas y el pasaporte biométrico contiene 42 páginas.
Los pasaportes mongoles son válidos por hasta 10 años para personas mayores de 16 años. Son bilingües, ya que utilizan tanto el idioma mongol como el idioma inglés.

## Requisitos de visado

Países en los que los ciudadanos mongoles no necesitan visa con un pasaporte ordinario.
Mongolia
Visa no requerida
Visa a la llegada
eVisa
Visa disponible tanto a la llegada como online
Visa requerida

A partir de 2024, los ciudadanos mongoles tenían acceso sin visa o con visa a la llegada a 64 países y territorios, lo que ubicó al pasaporte mongol en el puesto 80 del mundo según el índice de restricciones de Visa.